# Fortín de San Gerónimo

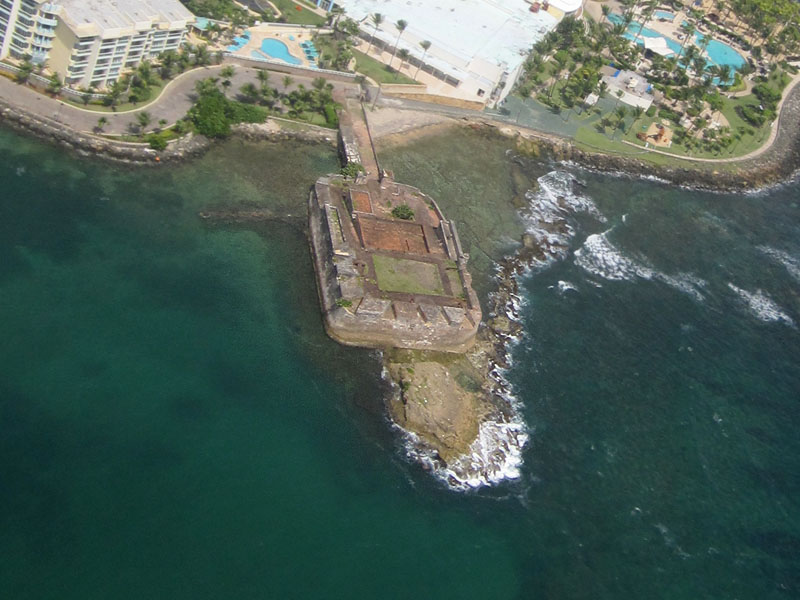
Vista del Fortín de San Gerónimo.

El Fortín de San Gerónimo del Boquerón, también conocido como el Fortín de San Jerónimo con «J», es un gran fortín localizado en la entrada de la laguna del Gran Cantón, en el sector del mismo nombre, en San Juan, Puerto Rico. 
Fue construido durante el siglo XVII para reemplazar una pequeña batería llamada «El Boquerón» que se encontraba en el punto este de la Isleta de San Juan. Este fuerte original defendió a San Juan de los ataques de sir Francis Drake en 1595 y sir George Clifford en 1598, quien lo destruyó después de su ataque. 
El fortín San Gerónimo fue reconstruido y pasó a formar parte de la primera línea de defensa de San Juan, junto con el Puente San Antonio y el Fuerte del Escambrón, siendo el Fuerte San Cristóbal la cuarta y última línea de defensa de la ciudad corta.
San Gerónimo está localizado junto a los terrenos del Hotel Caribe Hilton. Fue añadido al Registro Nacional de Lugares Históricos el 11 de octubre de 1983. A diferencia de fortificaciones similares en el Viejo San Juan, no es parte del San Juan National Historic Site. San Gerónimo es propiedad del Instituto de Cultura Puertorriqueña. Ocasionalmente era usado para actividades privadas. Actualmente es un museo.
En el 2004, se realizaron intentos por el Instituto de Cultura Puertorriqueña y los ingenieros del Ejército de los Estados Unidos para construir un rompeolas que detenga el deterioro ocasionado por las aguas en las paredes del fuerte.
Luego de dos décadas de estar en malas condiciones para su 100% apertura al público, en el 2018 se crea la Asociación Amigos del Fortín de San Jerónimo, una asociación sin fines de lucro que se encarga de la preservación, restauración, mantenimiento y reapertura para el benéfico del pueblo puertorriqueño y turistas. 
La Asociación estuvo gestionando el Fortín durante tres años, hasta que el Instituto de Cultura Puertorriqueña lo cerró por unas supuestas obras de remodelación que un año después aun no han comenzado.